# Leptothrix (bactérie)
Pour l'araignée, voir Leptothrix hardyi.
Genre
Les Leptothrix  sont un genre de ferrobactéries qui a la particularité de former des gaines tubulaires regroupées en touffes et d'oxyder les ions ferreux.  Elles vivent essentiellement dans les eaux douces, mais peuvent aussi se développer sur les muqueuses au niveau de la bouche, des yeux ou du vagin et provoquer des infections. Le chat constitue également un réservoir.

## Description
Leptothrix forme des cellules cylindriques qui s'organisent en une file unique entourée d'une gaine mucilagineuse (34 % de polysaccharides, 24 % de protéines et 8 % de lipides) qui s'épaissit et brunit peu à peu par l'accumulation de fer oxydé. Les gaines ont un diamètre de 0,6 à 1,5 µm pour une longueur de 1,5 à 15 µm et sont formées par le regroupement de fibrilles de 6,5 nm d'épaisseur qui produisent des parois de 30 à 100 nm d'épaisseur. À l'intérieur, les leptothrix sont protégées de leurs prédateurs (notamment des protozoaires et des bactériophages) et peuvent se déplacer librement. Elles quittent les anciennes gaines lorsqu'elles sont devenues trop épaisses et ne laissent plus passer les nutriments. C'est une bactérie à Gram négatif qui présente parfois un flagelle monotriche et monopolaire. Elle constitue des réserves de nutriments sous la forme de poly-β-hydroxybutyrate qu'elle stocke dans des granules. Son métabolisme est strictement aérobie et oxydatif. Elle ne métabolise que lentement les substances organiques, de préférence certains sucres, le glycérol et des acides organiques.
Leptothrix se trouve dans les eaux douces, stagnantes ou s'écoulant lentement, au pH neutre ou légèrement acide (6,5 à 7,5), contenant peu de substances organiques mais beaucoup de fer (exemple: les fossés dans les tourbières et les marais. La température optimale est de +25 °C (10 à 35 °C).  Elle peut être à l'origine de la formation d'ocres et de minéraux de fer.

## Espèces
Liste des espèces selon LPSN :
- Leptothrix ochracea (Roth 1797, Kützing 1843) se retrouve fréquemment dans les sources ferrugineuses où elle crée de gros dépôts d'hydroxyde de fer par oxydation du Fe2+[1]. Elle ne précipite pas le manganèse.

- Leptothrix discophora (ex Schwers 1912,  Spring et al. 1997) oxyde aussi le manganèse (II) et précipite des oxydes de fer et de manganèse dans la gaine qui l'entoure en excrétant une cuproprotéine de 110 kDa[1].

- Leptothrix lopholea (Dorff 1934). Son flagelle est subpolaire et polytriche.

- Leptothrix cholodnii (Mulder & van Veen 1963 emend. Spring et al. 1997) supporte des concentrations plus élevées de substances organiques.

- Leptothrix mobilis (Spring et al. 1997) ne précipite pas le manganèse.